# Ulcera tropicale
L'ulcera tropicale (detta anche ulcera di Aden, ulcera del Malabar e fagedena tropicale) è una lesione ulcerosa cronica della cute causata, nella maggior parte dei casi, dall'azione di diversi microrganismi, in particolare i micobatteri o alcuni batteri anaerobi obbligati. La malattia è diffusa quasi esclusivamente nelle aree a clima tropicale.
Le ulcere si presentano nelle parti del corpo più esposte, soprattutto sugli arti inferiori e in una posizione anterolaterale; se queste lesioni progrediscono, possono compromettere la struttura e, di conseguenza, la funzionalità di muscoli e tendini limitrofi, arrivando talvolta a interessare anche le ossa vicine.
Le ulcere tropicali possono originarsi da abrasioni o da lesioni da pressione preesistenti, oppure possono svilupparsi a seguito di escoriazioni meno profonde.